# توريد

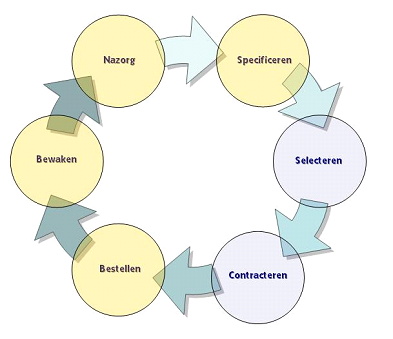

يعتبر الشراء أحد الوظائف الأساسية في أي نظام اقتصادي، لأن أي عملية تجارية مهما كانت لابد من وجود بائع ومشتري.
ويجب التفرقة بين التعريفات الإنجليزية بين الشراء Purchasing وتدبيرات التوريد procurement، حيث أن عملية الشراء جزء من تدبيرات التوريد، لأن تدبيرات التوريد procurement تتضمن سرعة الإنجاز، وتصنيف جودة الموردين، والنقل، والتخزين، بالإضافة إلى عملية الشراء.

## تدبيرات الشراء
قد تعرف وظيفة الشراء بأنها النشاط المسئول عن توفير المواد الصحيحة، في المكان الصحيح والوقت الصحيح، وبالكمية المناسبة والسعر الصحيح
ويقول تعريف اخر ان وظيفة الشراء هي الوظيفة المسئولة عن دورة المواد من الوقت الذي يتم فيه تسليمه إلى الجهة التي ستستعمله.
وعمليا تكون عملية الشراء جزءا من عمل إداره المشتريات والتوريد.

## أهداف الشراءوالتوريد
1-من ناحية الجودة: الحصول على الجودة الصحيحة التي تفي بالغرض، فيجب الا تكون الجودة أعلى مما هو مطلوب لإن معني ذلك ارتفاع التكاليف دون ضرورة، كما يجب الا تكون الجودة أقل من المطلوب لأن معني ذلك إنتاج سلع رديئة
2-من ناحية الكمية: الحصول على الكمية المطلوبة للمحافظة على سير الإنتاج بدون توقف وعدم الزيادة في الكمية حتى لا تتكدس في المخازن وخصوصاً المواد التي لها تاريخ انتهاء صلاحية. فبذلك ليتم المحافظة على إثنتين الأولى مساحة كافية لإستغلالها في ما قد يفيد والحفاظ على المال.
3-من ناحية التوقيت: الحصول على المواد في الوقت الصحيح، أي مراعاة الجداول الزمنية للإنتاج وذلك لتجنب وقوف المعمل وضمان الإستمرارية سواءً في النشاط الصناعي أو التجاري.
4-من ناحية المورد: اختيار المورد الصحيح الذي يمكن للمشتري أن يعتمد عليه، فالمورد مسئول عن توريد الكمية والجودة المطلوبة في الوقت الصحيح والمكان الصحيح وبالسعر المتفق عليه.
5-من ناحية التسليم: التسليم الصحيح، أي مقابلة احتياجات المشتري الخاصة بالتسليم والتي يكون لها أثر على عامل الوقت وعامل نقل تكاليف النقل.
6- من ناحية السعر: الحصول على السعر المناسب في ضوء الجودة والخدمة المطلوبة، وهو السعر الذي يستطيع أن يدفعه المشتري، ولا يكون أعلى مما يدفعه المنافسون.
7- من ناحية الكفاية الشرائية: الوصول إلى اقصي درجة ممكنة من الكفاية في الشراء، وذلك بتجنب الإسراف، والتكرار في الطلبيات والتقادم للمواد المختلفة المشتراة.
8- من ناحية التنسيق بين المشتريات والادارات الأخرى: تقوية الروابط بين إدارة المشتريات والادارات الأخرى في المشروع والمحافطة على التفاهم والتعاون والتنسيق في السياسات بين الادارات المختلفة لتحقيق الاهداف الموضوعة. وأيضاً يجب مع التنسيق مراعاة أن الموظف المسؤول عن المشتريات قد لا تكون لديه الصورة الكاملة عن الغرض المطلوب وإستعمالاته فوجب على مقدم الطلب (الاقسام الأخرى) أن تراعي توضيح المطلوب بشكل مفصل ودقيق مع وضع المراجع الدقيقة والتي توضح كل التفاصيل المهمة لتقصي (البحث) عن الغرض المطلوب أو بديل أو شبيه له. 

## علاقات إدارة المشتريات
لإدارة المشتريات علاقة بالإدارات الأخرى في المشروع.

### إدارة الإنتاج
تهدف إدارة الإنتاج كما تهدف إدارة المشتريات إلى تحقيق اقصي ربح ممكن للمشروعات عن طريق القيام بالمهام الموكولة اليهما بأعلى درجة من الكفاية، وإدارة الإنتاج تهدف إلى الحصول على أقصى ما يمكن من مواد بأعلى درجة من الجودة والقائمون بالشراء يريدون طلب الكميات المناسبة بالجودة المناسبة 
ويجب على الإدارتين تبادل الرأي والمعلومات في سبيل تحقيق التناسق والتفاهم في العلاقات بينهما، فيجب على إدارة الإنتاج احاطة إدارة المشتريات بخططها قبل تنفيذها بمدة كافية، وبذلك تعطي إدارة المشتريات الفرصة لكي تقوم بالتخطيط السليم، ومن ناحية أخرى يجب علي إدارة المشتريات احاطة إدارة الإنتاج بالمواعيد المتوقعة للاستلام وإخطارها بأي تأخير مفاجئ في التسليم حتي تعيد النظر في السياسات الموضوعة
وكذلك يجب على إدارة المشتريات تزويد إدارة الإنتاج بالمعلومات عن المواد الجديدة وطرق الإنتاج الجديدة

### الإدارة الهندسية
تعتبر الإدارة الهندسية مسئولة عن تصميم السلع التي ينتجها المشروع ووضع المواصفات لها وكذلك تحديد طرق الإنتاج التي قد يكون منها أصناف مختلفة ولكن لها نفس الصفات العامة فانه قد يتطلب الأمر وجود من يقرر أي الأصناف يجب شراؤها لكي يتحقق للمشروع أقصي وفورات ممكنة، ومن يفعل ذلك هي إدارة المشتريات
ويجب على الإدارة الهندسية ان تكون دقيقة أكثر مما يجب في وضع مواصفات المواد المطلوبة التي قد يتعزز اجابتها علي ضوء عامل السعر وإمكانيات السوق

### إدارة المبيعات
يمكن ان تساعد إدارة المشتريات في نجاح إدارة المبيعات في القيام بمهمتها وذلك عن طريق شراء المواد المطلوبة بأقل تكلفة ممكنة مما يساعد على انزال السلع المنتجة في الاسواق بأسعار تنافسي، ومن ناحية أخرى يمكن لإدارة المبيعات مساعدة إدارة المشتريات في تخطيط مشترياتها بتزويدها بالمعلومات عن الحصص البيعية والمبيعات المحتملة

### إدارة الحسابات
قد تحتاج بعض عمليات الشراء الكبيرة إلى ضرورة العمل على توفير الأموال اللازمة لتنفيذها، فيمكن عن طريق تبادل المعلومات بين إدارة الحسابات وإدارة المشتريات أن يستفيد المشروع بأنواع الخصم المعروضة من الموردين.

### إدارة المخازن
إذا كانت إدارة المخازن مستقلة وغير تابعة لإدارة المشتريات فانه يجب أن تكون العلاقات بينهما قوية ومستمرة، ففي إدارة المخازن توجد السجلات التي تدون فيها بيانات هامة تحتاج إليها إدارة المشتريات في القيام بمسئولياتها، كما يجب على إدارة المشتريات أن تحيط إدارة المخازن علما بالحد الادنى للاصناف المختلفة وبالنقط التي إذا وصل إليها المخزون من الاصناف وجب إعادة الطلب عندها حتي تتمكن إدارة المخازن من المحافظة على المستويات الصحيحية من الكميات المخزونة إدارة المخازن
يعد العمل المخزني جزء«مهما» من أعمال الإدارة في المنظمات ولهذا العمل مدخلات ولا بد من عمليات تجرى على هذه المدخلات للوصول إلى أهداف محددة تخدم مسيرة المنظمة وتحقق أهدافها الأساسية ومن أهم مدخلات وعمليات العمل المخزني يمكن تحديدها بـ:
1. المواد أو المنتجات المطلوب تخزينها.
2. الملاكات الإدارية المسؤولة عن تمشية العمل المخزني.
3. الوسائل والإمكانات العلمية والتنظيمية والمادية المساعدة.

#### المواد أو المنتجات المطلوب تخزينها
المخزن هو المكان الذي يحفظ فيه المواد بشكل اقتصادي لغرض المحافظة عليها من التلف أو السرقة لحين الحاجة إليها والمواد قد تكون مواد أولية أو مواد نصف مصنعة (تحتاج إلى معاملات إنتاجية أخرى لتهيئتها للاستخدام) أو مواد تامة الصنع جاهزة للبيع وهذه المواد عبارة عن أموال مستثمرة تصرفها المنظمة للحصول عليها، وتعمل إدارة المخازن على تخطيط وتنظيم جميع الأنشطة التي تستهدف تدفق المواد والسلع بالكميات والنوعيات المطلوبة لاستمرار العمل من خلال تسلم المواد والسلع الواردة للمنظمة وفحصها وتخزينها في أماكن ملائمة لحين صرفها إلى الجهات المستفيدة داخل أو خارج المنظمة وكذلك تخطيط ومراقبة حركة المخزون بهدف تجاوز حالات النفاذ أو التراكم وتطبيق الأساليب المتطورة في تنظيم المخازن وتحديد نماذج السجلات والمستندات التي تستخدم في متابعة حركة المخزون السلعي.
تأتي أهمية الاحتفاظ بالمخزون السلعي في أية منظمة إلى جملة من الأسباب منها:
1– توفير المواد بشكل مستمر كجزء من مستلزمات العمل.
2– مواجهة النقص في الكميات المعروضة من المواد والسلع بسبب احتمالية انقطاع عمليات التوريد وتأخر وصول الكميات المتعاقد عليها في موعدها المحدد.
3– معالجة موسمية الحاجة إلى المواد أو المنتجات، فمن المعلوم أن الحاجة لبعض المواد أو المنتجات في موسم معين قد يكون أكثر من موسم آخر فأجهزة التدفئة أو الملابس الثقيلة مثلا لها احتياجات واضحة أو في فصل الشتاء وتقل إلى أدنى مستوى لها في فصل الصيف لذا تقوم الشركات المتخصصة بمثل هذه المنتجات بالإنتاج خلال مدة الصيف وتحفظ في مخازن لحين إمكانية تصريفها قبل وفي فصل الشتاء... وهكذا بالنسبة لمواد أخرى.
4– الاستفادة من الشراء بكميات كبيرة لتقليل كلف المواد المشتراة من خلال تقليل سعر الوحدة الواحدة وكذلك تقليل تكلفة النقل مع ضرورة مراعاة الاستثمار الصحيح لرؤوس الأموال.
تأثر الموجود المخزني من المواد والسلع نتيجة للظروف السياسية قبل وبعد أحداث 9/4/2003 وقلّ الاهتمام باتخاذ الإجراءات العلمية والتنظيمية الصحيحة في توفير هذا المخزون ووصل الأمر بمسؤولي بعض الدوائر إلى توفير مكان منعزل كمخزن غير ذي أهمية ولا تتوفر فيه المقومات المطلوبة لحفظ المواد.

#### العاملون في المخازن
يحتاج العمل المخزني إلى ملاكات متخصصة ومهيئة لغرض تنفيذه على وفق سياقات ملائمة ومحددة تمنع الاجتهاد وقادرة على تطوير العمل مثلما تعمل بقية التخصصات ومن خلال استخدام الأسس العلمية التي تساعد في تسهيل الأعمال الإدارية لكنه يلاحظ أنه هناك عدم اهتمام واضح من قبل المسؤولين في دوائر الدولة في تكليف موظفين غير مؤهلين بمسؤولية العمل المخزني كما أنه لا يوجد تخصص أدارة مخازن ضمن الكليات الإدارية وكذلك قلة المتخصصين في هذا المجال من حملة الشهادات العليا ويستثنى من ذلك توافر تخصص إدارة المخازن ضمن تخصصات هيئة التعليم التقني وبالتالي فأن أعلى شهادة أكاديمية في المخازن هي دبلوم فني، وبدون التقليل من أهمية هذه الشهادة فأن العمل المخزني يحتاج إلى اهتمام أكبر من خلال فتح أقسام لها في كليات الإدارة والاقتصاد في الجامعات العراقية، وهذا سيساعد في زيادة المتخصصين بالعمل المخزني وتطور وتقدم العمل من خلال استخدام ملاكات علمية متخصصة.

#### الوسائل المستخدمة في العمل المخزني
يحتاج العمل المخزني إلى مجموعة من الوسائل المساعدة فضلاً عن الملكات الإدارية لغرض تسهيل الأعمال الإدارية ومساعدة إدارة المخازن في تنفيذ مهامها بكفاءة عالية ومن هذه الوسائل:
1. تحديد موقع إدارة المخازن تنظيميا" وضمن الهيكل التنظيمي للمنظمة بالشكل الذي يساعدها في متابعة العمل فيها من قبل المسؤولين الإداريين وفي أداء مهامها بسهولة ويلاحظ إن معظم المسؤولين الإداريين في المنظمات بعيدون عن المخازن حتى إن بعضهم لم يدخل في المخزن الموجود في دائرته للاطلاع من مدة ليست قصيرة.
2. استخدام المكننة في العمل المخزني للحصول على دقة عالية في العمل وعدم الاعتماد على عمليات التسجيل اليدوي (المتبع حالياً) للمستندات والسجلات المخزنية.
3. اعتماد أسلوب الجرد (المفاجئ أو السنوي) للمخزون كأسلوب رقابي وفي مواعيد تحددها إدارة المنظمة لغرض مراقبة الموجود المخزني ومراقبة آليات العمل التنظيمي المستخدمة ويلاحظ إن جميع المنظمات تقوم بأعمال الجرد وخاصة في نهاية السنة المالية (الجرد السنوي) لأغراض متطلبات الحسابات الختامية المطلوبة منها ولكن يؤشر على أعمال الجرد هذه أن قوائم الجرد تعد من قبل أمين المخزن وتؤيدها لجان الجرد أو أن الإدارات لا تتابع حالات الانحراف (من نقصان أو زيادة) التي قد تحصل لبعض المواد والمؤشرة من لجان الجرد وبالتالي فأن عمليات الجرد التي تجري في دوائر الدولة عمليات إدارية وليست أسلوباً رقابياً مهماً.

#### التوصيات
يتطلب النهوض بواقع العمل المخزني في دوائر الدولة العمل الجدي من قبل المسؤولين الإداريين من خلال:
1. قيام كليات الإدارة والاقتصاد بفتح أقسام متخصصة لإدارة المخازن والاهتمام بهذا التخصص بمستوى يوازي الاهتمام بالأقسام العلمية الأخرى.
2. توفير أماكن لخزن المواد تتلاءم مع طبيعتها.
3. تكليف موظفين أكفاء لهم إلمام واطلاع جيد بأعمال تنظيم المخازن ومراقبة حركة المواد فيها باستخدام الأساليب العلمية الصحيحة في عمليات التسجيل واستخدام المستندات والسجلات المخزنية واستخدام المكننة في هذه الأعمال.
4. التركيز المستمر على أعمال الرقابة على حركة المخزون من خلال المتابعة الجدية والمتكاملة لعمليات الجرد التي تتم خلال السنة وفي نهايتها ومتابعة تقارير لجان الجرد واتخاذ الإجراءات الإدارية المناسبة حيالها.

## اقرأ أيضًا
- صفقة
- عربون
- مركز مربح
- مركز تكلفة
- مركز استثماري
- نظارة الحسابات
- تخصيص الأموال
- حجم الأعمال (اقتصاد)
- حسم
- صندوق سلف